# تريبينيي
تريبينيي هي مدينة، تقع في كيان جمهورية صرب البوسنة التابع لالبوسنة والهرسك، وهي المدينة الواقعة في أقصى الجنوب في البوسنة والهرسك التي تقع على ضفاف نهر تريبشنيتسا في منطقة الهرسك الشرقية. بلغ عدد سكانها 31.433 نسمة اعتبارا من عام 2013، تبلغ مساحتها 904 كم2، رمزها البريدي هو 89000. يعود تاريخ البلدة القديمة في المدينة إلى الفترة العثمانية من القرن الثامن عشر، وتشمل جسر أرسلاناجيكا سوبريجا.

## المناخ
يظهر الجدول التالي التغييرات المناخية على مدار السنة لتريبينيي:
| البيانات المناخية لـتريبينيي                               | البيانات المناخية لـتريبينيي | البيانات المناخية لـتريبينيي | البيانات المناخية لـتريبينيي | البيانات المناخية لـتريبينيي | البيانات المناخية لـتريبينيي | البيانات المناخية لـتريبينيي | البيانات المناخية لـتريبينيي | البيانات المناخية لـتريبينيي | البيانات المناخية لـتريبينيي | البيانات المناخية لـتريبينيي | البيانات المناخية لـتريبينيي | البيانات المناخية لـتريبينيي | البيانات المناخية لـتريبينيي |
| الشهر                                                      | يناير                        | فبراير                       | مارس                         | أبريل                        | مايو                         | يونيو                        | يوليو                        | أغسطس                        | سبتمبر                       | أكتوبر                       | نوفمبر                       | ديسمبر                       | المعدل السنوي                |
| ---------------------------------------------------------- | ---------------------------- | ---------------------------- | ---------------------------- | ---------------------------- | ---------------------------- | ---------------------------- | ---------------------------- | ---------------------------- | ---------------------------- | ---------------------------- | ---------------------------- | ---------------------------- | ---------------------------- |
| الدرجة القصوى °م (°ف)                                      | 18.0 (64.4)                  | 20.0 (68.0)                  | 26.5 (79.7)                  | 27.0 (80.6)                  | 33.0 (91.4)                  | 37.0 (98.6)                  | 39.5 (103.1)                 | 39.0 (102.2)                 | 35.0 (95.0)                  | 31.5 (88.7)                  | 24.0 (75.2)                  | 20.5 (68.9)                  | 39.5 (103.1)                 |
| المتوسط اليومي °م (°ف)                                     | 5.4 (41.7)                   | 6.6 (43.9)                   | 9.0 (48.2)                   | 12.4 (54.3)                  | 16.8 (62.2)                  | 20.4 (68.7)                  | 23.3 (73.9)                  | 23.2 (73.8)                  | 19.5 (67.1)                  | 15.1 (59.2)                  | 10.4 (50.7)                  | 6.8 (44.2)                   | 14.1 (57.4)                  |
| أدنى درجة حرارة °م (°ف)                                    | −10.5 (13.1)                 | −8.0 (17.6)                  | −7.0 (19.4)                  | −1.0 (30.2)                  | 2.5 (36.5)                   | 6.5 (43.7)                   | 8.0 (46.4)                   | 9.5 (49.1)                   | 5.0 (41.0)                   | −2.0 (28.4)                  | −10.5 (13.1)                 | −10.5 (13.1)                 | −10.5 (13.1)                 |
| الهطول مم (إنش)                                            | 179.1 (7.05)                 | 163.5 (6.44)                 | 154.2 (6.07)                 | 152.8 (6.02)                 | 86.2 (3.39)                  | 84.3 (3.32)                  | 52.2 (2.06)                  | 87.8 (3.46)                  | 125.1 (4.93)                 | 191.0 (7.52)                 | 232.8 (9.17)                 | 220.9 (8.70)                 | 1٬730 (68.11)                |
| متوسط أيام هطول الأمطار (≥ 1.0 mm)                         | 11                           | 11                           | 11                           | 11                           | 8                            | 7                            | 5                            | 5                            | 6                            | 9                            | 12                           | 11                           | 106                          |
| ساعات سطوع الشمس الشهرية                                   | 102.6                        | 114.7                        | 142.2                        | 154.0                        | 187.5                        | 193.7                        | 242.8                        | 233.8                        | 197.8                        | 172.9                        | 111.3                        | 100.6                        | 1٬954٫8                      |
| المصدر: Meteorological Institute of Bosnia and Herzegovina |                              |                              |                              |                              |                              |                              |                              |                              |                              |                              |                              |                              |                              |

## أعلام
- أسمير بيغوفيتش
- أوبراد توميتش
- بيتار أليكسيتش
- دراشكو ألبيانيتش
- ميلينكو سافوفيتش